# Lãnh địa Schellenberg
Lãnh địa Schellenberg (tiếng Đức: Herrschaft Schellenberg) là một nhà nước lịch sử thuộc Đế chế La Mã Thần thánh, hiện nay lãnh thổ của nó nằm trong Thân vương quốc Liechtenstein. Thủ phủ của Schellenberg là thị trấn Schellenberg.
Gia tộc Liechtenstein đã mua lại lãnh địa này vào năm 1699 và trở thành nền móng vương quyền của gia tộc này, đến năm 1712, họ mua thêm Bá quốc Vaduz thì Hoàng đế La Mã Thần thánh là Karl VI đã cho hợp nhất và lập ra Thân vương quốc Liechtenstein, và Thân vương quốc này đã tồn tại cho đến tận ngày nay.